# Henri le Meignen
Henri le Meignen, né à Oissery, est un prélat français du XVIe siècle.

## Biographie
Henri le Meignen est professeur dans le collège de Lisieux à Paris et est nommé précepteur et enfin aumônier de Marguerite de Valois, plus tard reine de France.
Élevé sur le siège de Digne en 1568-1569, il nomme à titre de procureur Gilles Coquelet, qu'il fait vicaire général et official. Gilles Coquelet est le père de son neveu  Claude, le futur évêque de Digne.
Il consacre l'église des minimes de Nijon à Chaillot en 1578. Il cède en 1587 son évêché à Claude son neveu sans avoir jamais fait son entrée à Digne.
Il consacre l'église d'Acy en Multien (Oise) le dernier dimanche de mai 1598

## Source
- La France pontificale (Gallia Christiana), Paris, s.d.